# Limnophila subtristis
Limnophila subtristis är en tvåvingeart som beskrevs av Alexander 1928. Limnophila subtristis ingår i släktet Limnophila och familjen småharkrankar. Inga underarter finns listade i Catalogue of Life.